# Oreios
Oreios é um personagem mitológico e irmão gêmeo de Agrios, citado na obra Metamorfose de Antonino Liberal.
Polifonte era uma jovem trácia que rejeitou Afrodite e foi para as montanhas fazer esportes com Ártemis. Mas Afrodite teve sua vingança: a deusa com raiva fez com que a jovem se apaixonasse por um urso. Quando Artemis descobriu, abandonou a jovem, enojada. Suas proles são Agrios e Oreios.
Oreios é citado no livro Percy Jackson e O Mar de Monstro junto com seu irmão Agrios. 